# Doris Stauffer
Doris Stauffer-Klötzer (* 21. Juli 1934 in Amden; † 26. April 2017 in Zürich) war eine Schweizer Künstlerin und Kunstvermittlerin. Sie war Mitbegründerin der F+F Schule für experimentelle Gestaltung in Zürich und der Frauenbefreiungsbewegung (FBB).

## Leben und Werk
Stauffer besuchte von 1952 bis 1955 an der Kunstgewerbeschule Zürich KGSZ die Fachklasse Fotografie, die von Hans Finsler und Alfred Willimann geleitet wurde. Dort lernte sie Serge Stauffer kennen, den sie 1954 heiratete. 1955 kam Tochter Salome zur Welt, 1957 Monika Thais, 1959 folgte Sohn Veit.
1961 entstanden die ersten Assemblagen (von Doris Stauffer auch «Objektbilder» genannt), für die sie Material aus ihrer unmittelbaren Umgebung wie ausgediente Spielsachen, Esswaren und Nähutensilien verwendete. Eine Auswahl dieser Arbeiten zeigte sie im Rahmen einer Einzelausstellung im Club Bel Etage in Zürich und in der Gruppenausstellung freunde + freunde (1969) in der Kunsthalle Bern und der Kunsthalle Düsseldorf.
1969 gründete Stauffer zusammen mit sieben weiteren Frauen die Frauenbefreiungsbewegung FBB. Gleichzeitig begann sie an der Klasse Form und Farbe (F+F) der KGSZ das Fach «Teamwork» zu unterrichten. Ziel war, Improvisation, Zusammenarbeit und eine offene Kommunikation zu fördern. Inspiriert von Alexander Sutherland Neills antiautoritären Erziehungskonzepten schlug Stauffer vor sich gegenseitig zu duzen und führte einen Klassenrat ein, bei dem alle Beteiligten eine Stimme hatten. Doch die Schulleitung stand dem Kurs kritisch gegenüber. Nach einem monatelangen Seilziehen um Stauffers Kurs und Diskussionen um die Weiterführung der Klasse F+F allgemein beschloss der Klassenrat am 13. März 1970 die Selbstauflösung.
Gemeinsam mit Bendicht Fivian, Peter Gygax, Peter Jenny, Hansjörg Mattmüller und Serge Stauffer gründete sie im Januar 1971 die private Kunstschule F+F Schule für experimentelle Gestaltung und arbeitete dort bis 1981 als Lehrerin. An der F+F unterrichtete Stauffer weiterhin «Teamwork»-Kurse sowie weitere wie «Mensch und Raum», «Sensibilisierungsübungen» und «Provokationen».
1975 erarbeitete sie zusammen mit ca. 34 Frauen verschiedenster Berufe – darunter Bice Curiger, Barbara Davatz, Rosina Kuhn, Irene Staub und Sissi Zöbeli – die Gruppenausstellung Frauen sehen Frauen: eine gefühlvolle, gescheite, gefährliche Schau im Strauhof Zürich. Ziel war, eine kritische Auseinandersetzung mit dem weiblichen Alltag und den vorherrschenden Geschlechterrollen zu provozieren. Mit dem Einsatz verschiedener Medien wurden Themenfelder wie Frauenbiografien, Rollen und Klischees, Haushalt, Beruf, Sexualität und Erotik inszeniert. Doris Stauffer war an der Ausstellung mit den Arbeiten Patriarchalisches Panoptikum, bestehend aus acht Guckkästen, und dem Readymade einer Hausordnung beteiligt. Zum Ausstellungskatalog Einmaliger Katalog steuerte sie die Arbeit Peniswärmer bei, die drei Strickobjekte und einen Flyer umfasste.
1977 führte Doris Stauffer als Sommerkurs an der F+F ihren ersten «Hexenkurs» durch. Die Kursausschreibung lautete:

„Wir setzen uns auseinander mit Feminismus und Kreativität, dem männlich orientierten Kulturbegriff, sexistischen Tendenzen in der Kunst. Wir entdecken und realisieren unsere Vorstellungen von Kreativität, unserer eigene Sprache, unsere Anliegen und was wir als Frauen mitzuteilen haben. Arbeitsweise: Information, Diskussion, praktische Arbeit mit verschiedenen Medien (Räumlich, flächig, Video, Foto usw.)“

Der Kurs richtete sich nicht nur an Künstlerinnen, sondern wollte alle interessierten Frauen ansprechen. Ziel war, einen geschützten Raum zu schaffen, in dem Frauen gemeinsam der Frage nachgehen konnten, was sie mitzuteilen hatte. Dass Männer nicht zugelassen waren, führte dazu, dass Stauffer die Hexenkurse extern auf privater Basis fortführen musste. 1978 wurde die Frauenwerkstatt eröffnet, in der bis 1980 regelmässig Tages-, Abend- und Ferienkurse stattfanden.
Interviews mit Doris Stauffer zu ihrer künstlerischen und politischen Arbeit finden sich etwa in Wir sind wenige, aber sind alle – Biografien aus der 68er-Generation (Hg. Heinz Nigg) und in Zürich steht Kopf, herausgegeben von Fritz Billeter und Peter Killer.
Retrospektiv wurden Werke von Doris Stauffer 2013 in der Ausstellung serge stauffer – kunst als forschung im Helmhaus Zürich gezeigt und Ende 2014 in der Einzelausstellung Doris Stauffer - der januar, der februar, der märz, die april, die mai, die welt in Zusammenarbeit mit Simone Koller und Mara Züst im Kunstraum Les Complices in Zürich. 2015 wurde sie mit dem Zürcher Kunstpreis ausgezeichnet. Unter dem Titel Je peux faire disparaître un lion eröffnete 2019 die erste institutionelle Einzelausstellung im Centre Culturel Suisse in Paris. Für jevouspropose#15 zeigte die Kunsthistorikerin Marianne Burki im Raum von jevouspropose in Zürich eine Ausstellung mit Themengesprächen unter dem Titel Doris Stauffer. Photography. Insights into the Archive.
Kim de l’Horizon zitiert im preisgekrönten Roman Blutbuch (2022) aus einem Brief von Doris Stauffer, den sie im Rahmen des Hexenkurses der Frauenwerkstatt an ihre Mitkursleiterin Suzanne Dietler schrieb.
Der Nachlass von Doris Stauffer befindet sich in der Graphischen Sammlung der Schweizerischen Nationalbibliothek in Bern.

## Werke (Auswahl)
- 1968, Erfülltes Frauenleben 1, Objekt aus zweiteiliger Puppenstube, 36 × 60 × 36 cm, Kunsthalle Bern und Düsseldorf
- 1970, o.T., Installation mit Tastsäcken aus blauem Stoff, Kunsthalle Bern
- 1975, o.T., Installation mit Guckkästen, Strauhof Zürich

## Veröffentlichungen (Auswahl)
- 7 Songs für Thais. Verlag Alice Lang, Zürich [1977]
- 6 Kurzgeschichten zu Fotografien von Liliane Csuka. Selbstverlag, Zürich 2003/2004.

## Film
- Chantal Küng: doris, wie lernt eine hexe? Doku-Essay, 48 min., Zürich, 2019[15]